# Juliusz Kałużniacki
Juliusz Kałużniacki (ur. 25 stycznia 1869 w Aumühl, zm. 16 listopada 1928 w Bytomiu) – polski prawnik karnista, sędzia.

## Życiorys
Urodził się w 1869 na obszarze austriackiej Styrii. Kształcił się we Lwowie, gdzie ukończył gimnazjum i studia na Wydziale Prawa Uniwersytetu Lwowskiego. W okresie zaboru austriackiego w ramach autonomii galicyjskiej wstąpił do służby wymiaru sprawiedliwości Austro-Węgier. Przez ok. 20 lat był sędzią na obszarze Małopolski Wschodniej. W 1917 został mianowany radcą dworu i pierwszym prokuratorem państwa
Po odzyskaniu przez Polskę niepodległości wstąpił do służby sądowniczej II Rzeczypospolitej. Od 1919 pracował jako sędzia w Poznaniu i organizator sądownictwa w Wielkopolsce. Działał na obszarze przekładu niemieckiego postępowania karnego i innych ustaw z języka niemieckiego. Pełnił funkcję prezesa senatu Sądu Apelacyjnego w Poznaniu. Od 1922 był członkiem Trybunału Rozjemczego dla spraw Górnego Śląskiego jako sędzia rozjemczy przy komisji mieszanej. Zasiadał w Komisji Kodyfikacyjnej.
2 maja 1923 został odznaczony Krzyżem Komandorskim Orderu Odrodzenia Polski „w uznaniu zasług, położonych dla Rzeczypospolitej Polskiej na polu organizacji sądownictwa”.
Zmarł 16 listopada 1928 w Bytomiu.
Jego córką była Jadwiga (po mężu Szymańska), synem Roman, a pasierbem Roman Dziarski.

## Publikacje
- Ustawa karna (1921)
- Ustawy byłej Dzielnicy Pruskiej, t. I: Ustawa karna (1921)
- Kodeks karny obowiązujący na Ziemiach Zachodnich Rzeczypospolitej Polskiej (1924)
- Postępowanie karne obowiązujące na Ziemiach Zachodnich Rzeczypospolitej Polskiej. Zbiór ustaw i rozporządzeń, dotyczących ustroju sądownictwa i procesu karnego z orzecznictwem Sądu Najwyższego (1924, współautor: Ryszard Leżański)
- Postępowanie karne obowiązujące na Ziemiach Zachodnich Rzeczypospolitej Polskiej (1926)